# Gea della Garisenda
Gea della Garisenda nom d'art de Alessandra Drudi, née à Cotignola le 24 septembre 1878 et morte à Villa Verucchio le 7 octobre 1961  est une chanteuse italienne.
Son principal succès est la chanson « A Tripoli » plus connue comme « Tripoli bel suol d'amore » (1911), diffusée dans toute l'Italie à l'époque de la Guerre italo-turque.

## Source de la traduction
- (it) Cet article est partiellement ou en totalité issu de l’article de Wikipédia en italien intitulé « Gea della Garisenda » (voir la liste des auteurs).